# Бурлай Володимир Сергійович
Володимир Сергійович Бурлай (нар. 17 серпня 1930, місто Костянтинівка, тепер Донецької області) — український радянський діяч, журналіст, директор Радіотелеграфного агентства України. Депутат Верховної Ради УРСР 10—11-го скликань. Член Ревізійної комісії КПУ в 1976—1981 р. Кандидат у члени ЦК КПУ в 1981—1990 р.

## Біографія
Народився в родині службовців.
У 1953 році закінчив відділення журналістики Харківського державного університету імені Горького.
У 1953—1962 роках — літературний працівник відділу партійного життя редакції Ровенської обласної газети «Червоний прапор», відповідальний секретар журналу «Блокнот агітатора» відділу пропаганди та агітації Ровенського обласного комітету КПУ, інструктор Ровенського обласного комітету КПУ.
Член КПРС з 1956 року.
У 1962—1963 роках — завідувач ідеологічного відділу редакції Ровенської обласної газети «Червоний прапор».
У 1963—1965 роках — слухач Вищої партійної школи при ЦК КПРС у Москві.
У 1965—1969 роках — кореспондент газети «Правда» по західних областях Української РСР. У 1969—1973 роках — завідувач кореспондентського пункту газети «Правда» по Українській РСР.
У 1973—1976 роках — редактор республіканської газети ЦК КПУ «Робітнича газета».
У березні 1976—1992 роках — директор Радіотелеграфного агентства України (РАТАУ) при Раді Міністрів УРСР.
Обирався секретарем правління Спілки журналістів України, членом президії Українського республіканського комітету захисту миру.
3 1992 року — на пенсії.

## Нагороди
- орден Трудового Червоного Прапора (1977)
- орден «Знак Пошани» (1971)
- медалі
- Почесна грамота Президії Верховної Ради Української РСР (15.08.1980)
- заслужений журналіст Української РСР (1990)